# Betaretrovirus
Betaretrovirus ist eine Gattung aus der Familie der Retroviren. Betaretroviren haben typischerweise die Morphologie von „Typ B“ (wie bei einer Reihe von Mäuse infizierenden Vertretern), oder „Typ D“ (wie bei einige Primaten- und Schafsviren).
Von den Vertretern des Typs B leiten sich auch die alten Bezeichnungen dieser Gattung ab: Type B oncovirus group und Type B retrovirus group,
und schließlich der Namensvorsatz „Beta“ (β, 2. Buchstabe des griechischen Alphabets).

## Beschreibung
Die Virusteilchen (Virionen) der Gattung Betaretrovirus sind behüllt, kugelförmig (sphärisch) oder pleomorph mit einem Durchmesser von 80–100 nm.

Genomkarte des Maus-Mammatumorvirus (MMTV)

Das Genom von Betaretrovirus ist ein unsegmentiert (monopartit) und besteht aus einer linearen Einzelstrang-RNA positiver Polarität mit einer Länge von ca. 8–10 kb (Kilobasen).
Es hat eine 5′-Cap-Struktur und einem 3'-Poly-A-Schwanz.
Am 5'-Ende wie am 3'-Ende befinden sich zwei Long Terminal Repeats (LTRs) von etwa 0,6 bp Länge.

## Systematik
In der Gattung Betaretrovirus gibt es (mit Stand Mai 2024) folgende vom International Committee on Taxonomy of Viruses (ICTV) bestätigten Spezies (Arten), ergänzt um einige Vorschläge nach NCBI in Anführungszeichen:
Gattung: Betaretrovirus
- Spezies: Betaretrovirus lan (Languren-Retrovirus) mit Langur virus (LNGV)
- Spezies: Betaretrovirus maspfimon mit Mason-Pfizer-Affenvirus (Mason-Pfizer monkey virus (MPMV, M-PMV), veraltet Affen-Retrovirus (Simian retrovirus, SRV), Subtypen SRV-1, SRV-2, SRV-3)[6] (siehe Foldit §M-PMV-Protease)
- Spezies: Betaretrovirus murmamtum (ehem. Typus) mit Maus-Mammatumorvirus (Mouse mammary tumor virus, MMTV)
- Spezies: Betaretrovirus ovijaa (Jaagsiekte-Schaf-Retrovirus) mit Jaagsiekte sheep retrovirus (JSRV)
- Spezies: Betaretrovirus squmon mit Totenkopfäffchen-Retrovirus (Squirrel monkey retrovirus, SMRV)
- Spezies „Endogenous enzootic nasal tumor virus“ (ENTV-1, Schafe)[7]
- Spezies „Enzootic nasal tumour virus 2“ (ENTV-2, Ziegen)[8]
- Spezies „Ovine enzootic nasal tumor virus“ (alias „Enzootic intranasal tumour retrovirus“)[9]
- Spezies „Humanes Mammatumorvirus“ (en. „Human mammary tumor virus“, alias „Human MMTV-related virus“, HMTV)[10]